# 恐竜100万年
『恐竜100万年』（きょうりゅうひゃくまんねん、原題：One Million Years B.C.）は、1966年、イギリスのハマー・フィルム・プロダクションズ制作の、石器時代を舞台にした恐竜映画。
1940年の映画『紀元前百万年』のリメイク。特撮はレイ・ハリーハウゼンが手がけている。

## ストーリー
人類がまだ言葉を持たない原始時代。アクホバを族長とする穴居部族のひとり、アクホバの次男トマクは食料の配分をめぐる争いから、部族を追い出され、荒野に旅立った。歩き回る恐竜や巨大トカゲ、猿人におびえながらトマクは火山礫の砂漠をあてどもなく放浪の末、海岸にたどり着き、穴居部族より進んだ文化を持つ部族のシェル族と出会う。命がけで大海亀アーケロンを撃退し、村を襲ったアロサウルスを倒したことからシェル族に迎えられたトマクだったが、武器をめぐり争いを起こし、責任を感じて村を出る。しかし彼を慕う若い美しい女ロアナが後を追ってきた。ロアナを連れて穴居部族に帰ったトマクは、アクホバを殺して族長になっていた兄サカナの攻撃を斥け、新たな族長となる。そんな中、ロアナは女たちと水辺で戯れているうち、プテラノドンにさらわれてしまった。ようやく逃げ帰ってきた彼女を見たシェル族の男たちはトマクの元に向かい、トマクに復讐しようとするサカナたちと戦う。だが、その最中に火山が大噴火を起こし、すべては溶岩と灰に飲み込まれてしまった。生き残ったわずかな人々を率いて、トマクとロアナは旅を始めるのだった。

## スタッフ
- 監督：ドン・チャフィ
- 脚本：ミッケル・ノバック、ジョージ・ベイカー、ジョセフ・フリッカート
- 製作・脚色：マイケル・カレラス
- 撮影：ウィルキー・クーパー
- 編集：トム・シンプソン
- 特殊視覚効果：レイ・ハリーハウゼン
- 特殊効果：ジョージ・ブラックウェル
- 音楽：マリオ・ナシンベーネ

## キャスト
- ロアナ：ラクエル・ウェルチ
- トマク：ジョン・リチャードソン
- アクホバ：ロバート・ブラウン
- サカナ：パーシー・ハーバート
- ヌポンディ：マルティーヌ・ベズウィック
- 日本語ナレーション（テレビ版）：矢島正明

※ナレーション音声はブルーレイに収録。

## 製作
本作は、1940年のアメリカ映画『紀元前百万年』を、イギリスのハマー・フィルム・プロダクションズがリメイクした作品で、『吸血鬼ドラキュラ』や『フランケンシュタインの復讐』などで製作総指揮を務めたマイケル・カレラスが製作した。『紀元前百万年』のオリジナル・ストーリーをカレラスが脚色し、『アルゴ探検隊の大冒険』を手がけたドン・チャフィが監督した。
円熟期を迎えたレイ・ハリーハウゼンの手による古生物たちは、そのクォリティーと多彩さ、演出の妙において、現在の目で観ても大変魅力的であり、ある意味では決定版とも言え、ファンも多い。劇中に登場する生物はブロントサウルス、アロサウルス、トリケラトプス、ケラトサウルス、プテラノドン、エウディモルフォドン、アーケロン、巨大なイグアナ、大グモ、猿人。イグアナとクモは、実物を大きく見えるよう合成した物である。
主演は本作と同年に『ミクロの決死圏』にも出演したラクエル・ウェルチで、『007 ロシアより愛をこめて』と『007 サンダーボール作戦』でボンドガールになったマルティーヌ・ベズウィックや、後年『007 オクトパシー』で2代目 "M" となったロバート・ブラウンらが脇を固めた。トマク役のジョン・リチャードソンは、本作で共演後ベズウィックと結婚した（後に離婚）。
ラストは最初火山の噴火ではなく穴居部族の住処をブロントサウルスが襲うというもので実際に撮影されていたが尺の都合で変更された。

## 歴史的なビキニ姿
本作での革製のビキニ風衣装のウェルチの姿は、歴史に残る強いインパクトを与えた。ウェルチはこれによりセックスシンボルとなると共に、その姿のポスターも時代を象徴するものとなっている。映画『ショーシャンクの空に』では、壁に貼られた映画女優のポスターの変化で時の経過を表現していたが、最初のリタ・ヘイワース、次のマリリン・モンローに続いて、本作のラクエル・ウェルチのポスターが使われている。